# Megapodius geelvinkianus
Il megapodio di Biak, maleo di Biak o megapodio di Geelvink (Megapodius geelvinkianus A.B.Meyer, 1883) è un uccello galliforme della famiglia Megapodiidae.

## Descrizione
Questo megapodio misura circa 35 cm.

## Distribuzione e habitat
L'areale di Megapodius geelvinkianus è ristretto alle isole Biak e Supiori, nell'arcipelago indonesiano delle isole Schouten, e agli isolotti satelliti Korwar, Numfor, Manim e Num.

## Conservazione
La IUCN Red List classifica Megapodius geelvinkianus come specie vulnerabile.